# باخم با ۳۴۹
باخم با ۳۴۹ ناتر (قمچه‌ماران) (به آلمانی: Bachem Ba 349 Natter) یک هواگرد رهگیر عمود برخاست دفاع محلی با پیش‌ران راکت ساخت شرکت باخم در آلمان بود که اواخر جنگ جهانی دوم طراحی شد اما هیچگاه به استفاده عملیاتی نرسید.

## طراحی و توسعه
باخم با ۳۴۹ در پاسخ به درخواست وزارت هوانوردی رایش برای یک جنگنده رهگیر دفاعِ محلی علیه بمب‌افکن‌های متفقین، طراحی شد. در شکل ساده و خام بدنه آن تأکید بر سهولت تولید توسط نجاران بی‌مهارت بود. با ۳۴۹ به شکل عمودی با کمک چهار راکت سوخت جامد اشمیدینگ ۱۰۹–۵۳۳، یک جفت در هر طرف بدنه، به هوا برمی‌خواست. این راکت‌ها پس از ۱۰ ثانیه رانش ۱۱٫۷۷ کیلو نیوتونی رها می‌شدند. هدایت دَوَرانِ هواگرد با حالت‌های مختلف سکان‌های افقی انجام می‌گرفت. نیرو محرکه را یک موتور راکت والتر ۱۰۹–۵۰۹آ-۲ تأمین می‌کرد که قابل رانش ۱۶٫۶۸ کیلو نیوتون در توان کامل برای ۷۰ ثانیه را داشت. برای افزایش تاب‌آوری رانش می‌توانست تا ۱٫۴۷ کیلو نیوتون کاهش یابد.
پانزده فروند نخست ماه اکتبر سال ۱۹۴۴ برای آزمایش آماده بودند. از آن‌ها در کارآزمایی‌های هدایت بدون پیشران با یدک‌کشی یک هاینکل هائی ۱۱۱، استفاده شد. پروازهای متعاقب با پیشران به صورت بدون سرنشین صورت گرفت. نخستین برخاست با ۳۴۹ به‌وسیله راکت روز ۲۳ فوریه سال ۱۹۴۵ انجام شد. چند روز بعد لوتار زیبرت، خلبان آزمایش، هنگام نخستین و تنها برخاست عمودی با سرنشین این هواگرد کشته شد. در این حادثه پوشش اتاقک هنگام پرواز کنده شد و هواگرد از ارتفاع حدود ۱٬۵۰۰ متری به سمت زمین شیرجه رفت.

## استفاده

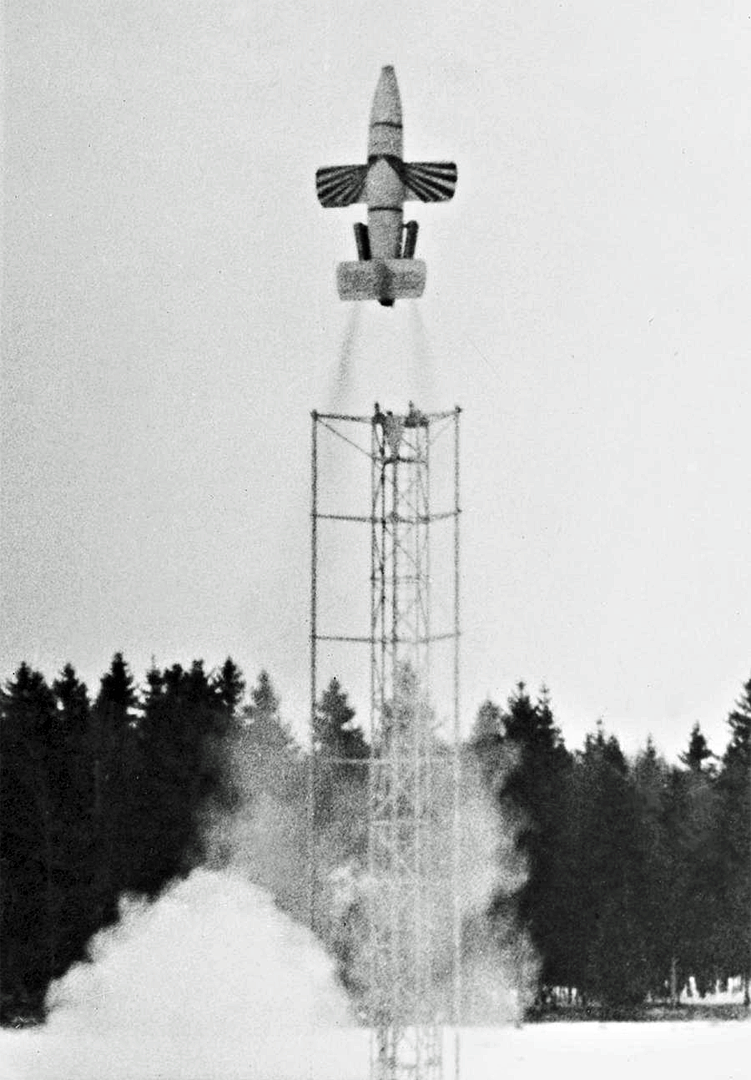
برخاست بدون سرنشین، ۱۹۴۴

تاکتیک‌های عملیاتی برای با ۳۴۹ به صورت برخاست عمودی با خلبان خودکار توسعه یافت. خلبان هنگامی که به بالای بمب‌افکن دشمن می‌رسید هدایت دستی را در اختیار می‌گرفت. هنگام شیرجه هواگرد به سمت هدف، مخروطی دماغه جدا می‌شد تا آتشبار راکت‌ها زیر آن آماده شلیک شود. پس از شلیک راکت‌های هدایت‌نشونده، هواگرد از منطقه نبرد خارج و در این حین تمامی بخش دماغه نیز رها می‌شد. با کمک ترمز هوایی که جزیان بخش پشتی ایجاد می‌کرد، خلبان در ناحیه امن با چتر نجات از هواگرد بیرون می‌پرید.

## تولید
با ۳۴۹آ نخستین مدل تولیدی بود که ۵۰ فروند از آن برای لوفت‌وافه و ۱۵۰ فروند دیگر برای وافن اس‌اس سفارش شد. مجموعاً ۳۶ فروند تولید گردید که با وجود استقرار ده فروند در کیرشهایم، هیچگاه به صورت عملیاتی استفاده نشد. با نزدیک شدن تانک‌های متفقین به این موقعیت، هواگردها بر روی سکوهایشان منهدم شدند تا به‌غنیمت درنیایند.
با ۳۴۹ب نسخه بهبود یافته با مساحت دُم بزرگ‌تر و موتور قدرتمندتر والتر ۱۰۹–۵۰۹سی با حداکثر رانش ۱۹٫۶۲ کیلو نیوتون و حداقل رانش ۱٫۹۶ کیلو نیوتون، بود. تنها سه فروند از آن تکمیل شد.

## مشخصات فنی
با ۳۴۹آ:
مشخصات عمومی
- خدمه: ۱ نفر
- طول: ۶٫۱ متر
- طول بال: ۳٫۶ متر
- مساحت بال: ۲٫۷۵ متر مربع

- حداکثر وزن هنگام برخاستن: ۲٬۲۰۰ کیلوگرم
- نیرومحرکه:
  - ۱ × موتور راکت والتر ۱۰۹–۵۰۹آ-۲: رانش ۱۶٫۶۸ کیلو نیوتون
  - ۴ × راکت سوخت جامد تقویتی اشمیدینگ ۱۰۹–۵۳۳

عملکرد
- حداکثر سرعت: ۸۰۰ کیلومتر بر ساعت در سطح دریا
- برد: ۴۰ کیلومتر در ۱۲٬۰۰۰ متری
- سقف پرواز: ۱۴٬۰۰۰ متر
- سرعت اوج‌گیری اولیه: ۱۱٬۱۰۰ متر بر دقیقه، ۶٬۰۰۰ متری در ۱۱ دقیقه

تسلیحات
- ۲۴ × راکت هدایت‌نشونده فون